# NGC 6070A
NGC 6070A في الفهرس العام الجديد، هي مجرة، تقع في كوكبة الحية. اكتشفت بواسطة ويليام هيرشل.

## روابط خارجية
- NGC 6070A على موقع ويكي سكاي: DSS2, SDSS, GALEX, IRAS, Hydrogen α, X-Ray, Astrophoto, Sky Map, Articles and images